# Casalmorano

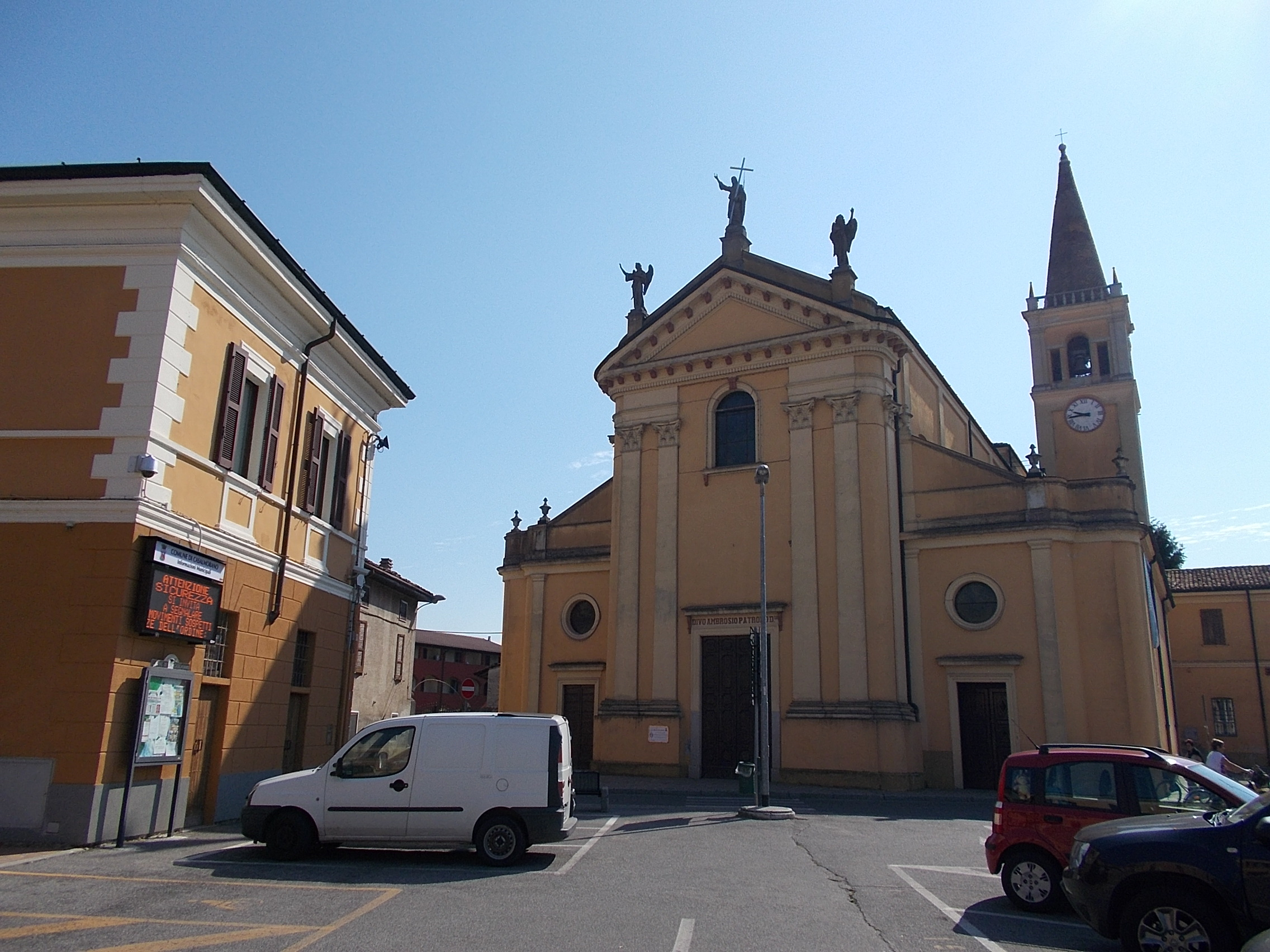
Veduta della piazza IV novembre e della chiesa parrocchiale di S. Ambrogio vescovo

Casalmorano (Casalmuràn in dialetto soresinese) è un comune italiano di 1 703 abitanti della provincia di Cremona in Lombardia.

## Geografia fisica

### Territorio
Il comune dista 25 km dal capoluogo di provincia. Il paese è privo di rilievi e di corsi d'acqua di origine naturale.
I corsi d'acqua più importanti sono il Naviglio Civico Vacchelli che segna il
confine con il comune di Azzanello, e il Naviglio Pallavicino, sono presenti inoltre numerose rogge utilizzate per irrigare i campi coltivati.
Il comune è collegato alla frazione Mirabello Ciria, dalla strada provinciale 498 ex soncinese e da una pista ciclabile che parte dalla zona più a est del paese. Il territorio comunale è attraversato dalla " pista ciclabile del Naviglio", che collega Cremona con Crema e che presso la località "Tredici ponti" si unisce alla "ciclabile delle città murate".

## Origini del nome
L'ipotesi più probabile è quella che vede l'origine del toponimo da casale Mauranum, ovvero "casa dei Mauri", dal nome di una famiglia Mauri, che in questo territorio aveva dei terreni. 
Questa ipotesi appare confermata in un documento del 995, in cui si dice che Ildefredo figlio di Mauro di Vico Mariano e sua moglie Auda con i figli Ambrogio e Mainardo donarono al vescovo di Cremona Olderico alcune terre tra le quali diverse in Casalmorano.
Un'altra ipotesi di origine popolare vuole l'origine del nome da "Casa dei muron", il termine muron indica, nel dialetto locale, la pianta del gelso, di cui il territorio del paese era ricco e che serviva per l'allevamento dei bachi da seta.

## Storia
I primi documenti che la menzionano risalgono al X secolo e testimoniano che la comunità era legata a Cremona, sotto il profilo sia civile che dell'organizzazione ecclesiastica.
Distrutta dalle milizie milanesi in lotta con Cremona all'inizio del Duecento, fu occupata nel Quattrocento dal Carmagnola che, al servizio dei Visconti, strappò alcuni possedimenti a Cabrino Fondulo, signore di Cremona succeduto ai Cavalcabò.
Dopo la morte di Cabrino si trovò nuovamente al centro di aspri conflitti tra Filippo Maria Visconti e le truppe di Venezia che si contendevano il cremonese; e questa volta fu il Carmagnola ad avere la peggio.
Soggetta a Milano, conobbe la signoria degli Sforza; nel Cinquecento ne prese possesso la famiglia Pallavicino e, in seguito, conobbe la dominazione degli spagnoli che governarono il ducato di Milano.
È di questo periodo l'affermazione dei Barbò, investiti del feudo; verso la metà del XVII secolo, durante la guerra dei Trent'anni, subì gravissime devastazioni ad opera dell'esercito francese.
Scomparso nel Seicento il castello Pallavicino, la principale emergenza architettonica è rappresentata oggi dalla parrocchiale di Sant'Ambrogio, che nella sua forma attuale risale alla fine dell'Ottocento ma sorge al posto dell'originaria parrocchiale quattrocentesca.

### Simboli
Lo stemma e il gonfalone sono stati concessi con decreto del presidente della Repubblica del 2 gennaio 1956.
Stemma
Gonfalone

## Monumenti e luoghi d'interesse
- La chiesa parrocchiale dedicata a sant'Ambrogio vescovo, con la pala d'altare del Chiaveghino e il crocifisso ligneo risalente al 1500 e venerato come miracoloso
- Eremo di Santo Stefano
- Il castello della famiglia Donati-Preyer oggi adibito a oratorio per volere della contessa Marianna dei Conti Donati. Il castello è stato recentemente oggetto di un'opera di restauro

## Società

### Evoluzione demografica
Abitanti censiti

## Cultura

### Istruzione
Il comune ospita una scuola dell'infanzia, una scuola primaria e una scuola secondaria di primo grado, frequentata anche da alunni dei comuni confinanti.

### Eventi
- La domenica dopo Pasqua: "Festa Campestre" all'eremo di Santo Stefano.
- Nel periodo natalizio viene organizzata presso il centro pastorale parrocchiale una mostra di presepi molto importante che attira visitatori da tutto il territorio circostante.
- La sagra che si svolge alla prima domenica di settembre.

## Geografia antropica

### Frazioni
Fa parte del territorio comunale la frazione di Mirabello Ciria.

## Amministrazione
| Periodo        | Periodo        | Primo cittadino                | Partito              | Carica  | Note |
| -------------- | -------------- | ------------------------------ | -------------------- | ------- | ---- |
| 5 giugno 1985  | 24 aprile 1995 | Virgilio Galli                 | Democrazia Cristiana | Sindaco |      |
| 24 aprile 1995 | 14 giugno 2004 | Attilio Miglioli               | Centro               | Sindaco |      |
| 14 giugno 2004 | 26 maggio 2014 | Enrico Manifesti               | Sinistra             | Sindaco |      |
| 26 maggio 2014 | 27 maggio 2019 | Andrea Arcaini                 | Ricominciamo         | Sindaco |      |
| 27 maggio 2019 | in carica      | Pietro Giuseppe Emilio Vezzini | Alternativa          | Sindaco |      |

## Economia

### Settore primario
L'economia del territorio è prevalentemente agricola, sono presenti numerose aziende agricole, specializzate nella coltivazione di mais e nell'allevamento di bovini di razza frisona e di suini.

### Settore secondario
Sono presenti diverse industrie che operano in vari settori.

### Settore terziario
Sono presenti diversi servizi, come la banca Credito Padano che fino a pochi anni fa qui aveva la sua sede, le scuole fino alla secondaria di primo grado, la casa di riposo " fondazione villa S. Cuore- coniugi Preyer", l'ufficio postale e diversi esercizi commerciali che servono anche i paesi limitrofi.

## Infrastrutture e trasporti

### Strade
Il comune è attraversato dalla strada provinciale ex SS 498 Soncinese, che collega le città di Cremona e di Bergamo.

### Trasporto pubblico
Il trasporto pubblico è garantito dalle autolinee gestite dalle società STAR Mobility e Arriva